# 461 Ocean Boulevard
461 Ocean Boulevard é o segundo álbum de estúdio do guitarrista Eric Clapton, lançado em 1974, após o álbum Layla and Other Assorted Love Songs de Derek and the Dominos, projeto paralelo de Clapton. O álbum foi gravado em Miami, Estados Unidos.

## Faixas
Lista de faixas do álbum:
| N.º | Título                     | Compositor(es)               | Duração |  |
| 1.  | "Motherless Children"      | Tradicional                  | 4:53    |  |
| 2.  | "Give Me Strength"         | Eric Clapton                 | 2:54    |  |
| 3.  | "Willie and the Hand Jive" | Johnny Otis                  | 3:31    |  |
| 4.  | "Get Ready"                | Eric Clapton, Yvonne Elliman | 3:47    |  |
| 5.  | "I Shot the Sheriff"       | Bob Marley                   | 4:25    |  |
| 6.  | "I Can't Hold Out"         | Eric Clapton, Elmore James   | 4:14    |  |
| 7.  | "Please Be with Me"        | Charles Scott Boyer          | 3:26    |  |
| 8.  | "Let It Grow"              | Eric Clapton                 | 5:00    |  |
| 9.  | "Steady Rollin' Man"       | Eric Clapton, Robert Johnson | 3:14    |  |
| 10. | "Mainline Florida"         | George Terry                 | 4:04    |  |

## Integrantes
- Eric Clapton: Vocais, Guitarra, Guitarra ressonadora (Faixas 2 e 3)[3]
- Al Jackson: Bateria (F. 2)
- Jamie Oldaker: Bateria (F. 1, 3-6, 8, 10), Percussão (F. 7)
- Jim Fox: Bateria (F. 9)
- Carl Radle: Baixo
- Albhy Galuten: Clavicórdio, Piano (F. 1, 5, 8-10), Piano elétrico (F. 4), Sintetizador (F. 8)
- Dick Sims: Órgão
- George Terry: Vocais (F. 7), Vocais de apoio (F. 5)
- Yvonne Elliman: Vocais (F. 3 e 4), Vocais de apoio (F. 5), Guitarra (F. 7)
- Tom Bernfeld: Vocais de apoio (F. 3, 10)

- Tom Dowd: Produtor
- Bob Defrin: Direção de arte
- David Gahr: Fotografia
- Karl Richardson: Engenheiro
- Steve Klein: Engenheiro assistente
- The Robert Stigwood Organisation: Direção

## Recepção e crítica
| Críticas profissionais | Críticas profissionais |
| Avaliações da crítica  | Avaliações da crítica  |
| Fonte                  | Avaliação              |
| ---------------------- | ---------------------- |
| Allmusic               | [ 4 ]                  |
| Robert Christgau       | (A)                    |

A música "I Shot the Sheriff", autoria de Bob Marley, alcançou o 1º lugar na Billboard Hot 100, passando 14 semanas na parada. "Willie and the Hand Jive" chegou ao 26º lugar na mesma parada.